# Kim Jelfs
Kim Jelfs es una química computacional en el Universidad Imperial de Londres quien fue una de las ganadoras de los premios  Harrison-Meldola Memorial/ Harrison-Meldola Memorial Prizes en 2018. Actualmente, desarrolla un software para predecir las estructuras y propiedades de los sistemas moleculares para la energía renovable.

## Vida temprana y educación
Jelfs estudió Química en la Universidad de Londres/ University College London.  Para su proyecto de último año, Jelfs trabajó en el Instituto Real/ Royal Institution. En el 2010, obtuvo su doctorado trabajando con Ben Slater en el detalle del crecimiento de materiales zeolíticos.

## Investigación y carrera
Una vez concluido su doctorado, Jelfs ingresó a la Universidad de Barcelona, trabajando con Stefan Bromley.  Posteriormente, ingresó a la Universidad de Liverpool, donde trabajó como investigadora postdoctoral con Matthew Rosseinsky y Andrew Ian Cooper. En la Universidad de Liverpool, Jelfs caracterizó la estructura de materiales porosos.  Fue financiada por medio de una subvención del programa del Consejo de Investigación de Ingeniería y Ciencias Físicas/Engineering and Physical Sciences Research Council
En 2013, se unió a la Universidad Imperial de Londres como miembro investigador de la Royal Society University.  En 2015 fue galardonada con una subvención inicial del Consejo Europeo de Investigación que proporciona 1,5 millones de euros de financiamiento para cinco años de descubrimiento de materiales. Su investigación considerará moléculas porosas, pequeñas moléculas orgánicas y polímeros. Utiliza modelos computacionales para predecir las relaciones entre estructura y propiedades. Los modelos también se pueden usar para predecir las propiedades de estructuras amorfas y moléculas porosas. Su grupo identificó las 20 topologías más probables para moléculas de jaula porosas, que pueden sintetizarse a través de la química covalente dinámica.
En 2018, Jelfs recibió Harrison-Meldola Memorial Prize (premio Harrison-Meldola Memorial) de la Sociedad Real de Química. También fue galardonada con el Premio del Presidente de la Universidad Imperial de Londres para Investigación Profesional Sobresaliente de Carrera Temprana.